# Nick Bonino
Nicholas Lawrence „Nick“ Bonino (* 20. April 1988 in Hartford, Connecticut) ist ein ehemaliger US-amerikanischer Eishockeyspieler italienischer Abstammung auf der Position des Centers. Mit den Pittsburgh Penguins gewann Bonino in den Playoffs 2016 und 2017 den Stanley Cup und war darüber hinaus für die Anaheim Ducks, Vancouver Canucks, Nashville Predators, Minnesota Wild, San Jose Sharks und New York Rangers in der National Hockey League (NHL) aktiv.

## Karriere
Nick Bonino begann seine Karriere während seiner Juniorenzeit im Eishockeyteam der Farmington High School, für die er von 2003 bis 2005 aktiv war. Er spielte von 2005 bis 2007 im Eishockeyteam der Avon Old Farms Highschool, für die er in 51 Partien auflief und 122 Punkte erzielte. Danach lief der Angreifer drei Jahre in der Mannschaft der Boston University aufs Eis und sammelte dort in 116 Spielen insgesamt 117 Scorerpunkte.

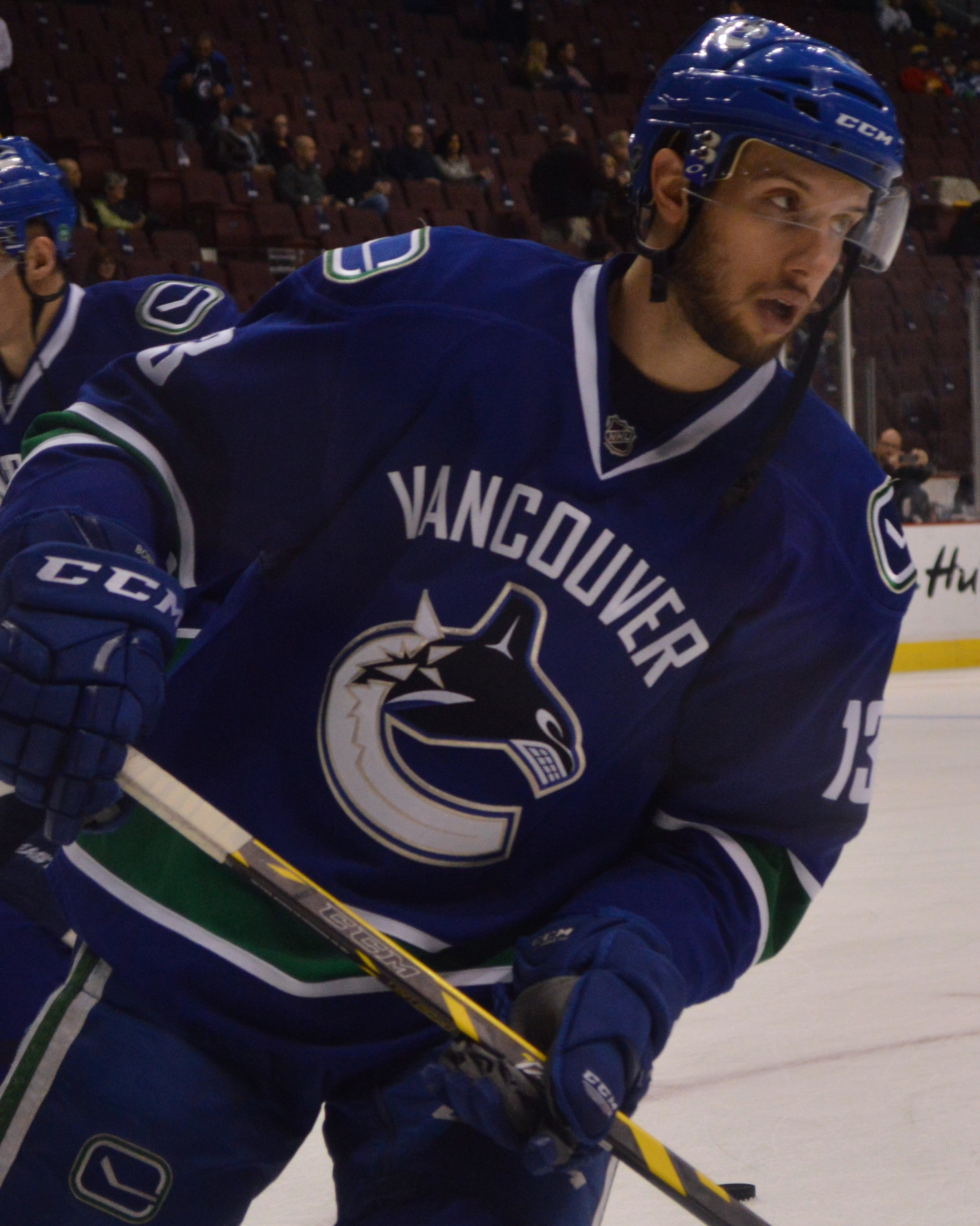
Bonino im Trikot der Vancouver Canucks (2015)

Bonino wurde beim NHL Entry Draft 2007 in der sechsten Runde an insgesamt 173. Position von den San Jose Sharks ausgewählt, absolvierte jedoch kein einziges Spiel für die Sharks und wurde im März 2009 in einem Tauschgeschäft zu den Anaheim Ducks abgegeben. Mit ihm wechselte der deutsche Torwart Timo Pielmeier nach Anaheim, während Travis Moen und Kent Huskins nach San Jose geschickt wurden. Im Verlauf der Saison 2009/10, am 21. März 2010, wurde er vom Franchise der Ducks unter Vertrag genommen und unterzeichnete einen zweijährigen Einstiegsvertrag. Er absolvierte sein erstes NHL-Spiel am 26. März 2010 gegen die Edmonton Oilers. Sein erstes Tor für die Ducks gelang ihm in seinem zweiten NHL-Spiel, als er am 29. März 2010 im Heimspiel gegen die Dallas Stars den Führungstreffer für die Südkalifornier erzielte. Nachdem er das Trainingscamp im September 2010 bei den Anaheim Ducks verbracht hatte, wurde Bonino bei der ersten Kaderreduktion zu den Syracuse Crunch in die American Hockey League geschickt. Mitte Oktober 2012 wechselte er aufgrund des Lockouts nach Italien. Dort lief er für den HC Neumarkt aus der Serie A2 auf.
Im Juni 2014 wurde Bonino mitsamt Luca Sbisa und des Erst- und Drittrunden-Wahlrechts für den NHL Entry Draft 2014 von den Ducks an die Vancouver Canucks abgegeben, die dafür im Gegenzug Ryan Kesler sowie ein Drittrunden-Wahlrecht für den Draft 2015 erhielten. Nach seiner ersten Saison in Vancouver debütierte er auch auf internationalem Niveau, als er mit der Nationalmannschaft der Vereinigten Staaten bei der Weltmeisterschaft 2015 die Bronzemedaille gewann. Im Juli 2015 gaben ihn die Canucks samt Adam Clendening und einem Sechstrunden-Wahlrecht für den NHL Entry Draft 2016 an die Pittsburgh Penguins ab. Im Gegenzug wechselte Brandon Sutter und ein erfolgsabhängiges Drittrunden-Wahlrecht für denselben Draft nach Vancouver. In der Saison 2015/16 gewann er mit den Penguins den Stanley Cup und wiederholte diesen Erfolg im Jahr darauf. Trotz der Erfolge mit den Pens in den zwei Spielzeiten verblieb der Angreifer nach Auslauf seines Vertrages nicht in Pittsburgh und wechselte am 1. Juli 2017 als Free Agent zu den Nashville Predators. Dort unterzeichnete der 29-Jährige einen Vertrag mit einer Laufzeit von vier Jahren.
Diesen erfüllte er jedoch nicht, da er im Rahmen des NHL Entry Draft 2020 im Oktober 2020 im Tausch für Luke Kunin zu den Minnesota Wild transferiert wurde. Zudem erhielt Minnesota ein Zweit- und ein Drittrunden-Wahlrecht, Nashville derweil ein Viertrunden-Wahlrecht, allesamt für diesen Draft. Im Juli 2021 wechselte Bonino als Free Agent zu den San Jose Sharks, die ihn 14 Jahre zuvor im NHL Entry Draft ausgewählt hatten. Dort spielte der erfahrene Angreifer bis zum März 2023 und fungierte als einer der Assistenzkapitäne der Mannschaft. Kurz vor dem Ende der Trade Deadline wurde Bonino in einem Transfer an die Pittsburgh Penguins abgegeben, für die er bereits zwischen 2015 und 2017 gespielt hatte. Zudem waren die Canadiens de Montréal als dritte Partei in den Transfer involviert, die die Hälfte von Boninos Gehalt übernahmen und zusätzlich die Transferrechte an Tony Sund und ein Fünftrunden-Wahlrecht im NHL Entry Draft 2024 von den San Jose Sharks erhielten. Die Sharks sicherten sich im Gegenzug die Transferrechte an Arvid Henrikson von den Canadiens und darüber hinaus ein Siebtrunden-Wahlrecht im NHL Entry Draft 2023 und ein konditionales Fünftrunden-Wahlrecht im NHL Entry Draft 2024 von den Penguins. In Pittsburgh beendete er die Saison 2022/23 und wechselte anschließend als Free Agent im Juli 2023 zu den New York Rangers. Dort einigte man sich im Februar 2024 auf eine vorzeitige Vertragsauflösung.
Danach blieb Bonino über ein halbes Jahr ohne neuen Arbeitgeber. In Ermangelung interessanter Angebote auf dem nordamerikanischen Kontinent entschied er sich daher Ende November 2024 für ein Engagement beim slowenischen Hauptstadtklub HK Olimpija Ljubljana, der am Spielbetrieb der ICE Hockey League teilnahm. Mit dem Klub gewann er am Saisonende die slowenische Meisterschaft. Nach der Saison 2024/25 beendete Bonino seine aktive Karriere und wurde im Anschluss als Assistenztrainer bei den Pittsburgh Penguins tätig.

### International
Auf internationaler Ebene vertrat Bonino sein Heimatland bei der Weltmeisterschaft 2015 in Tschechien. Dort gewann er mit dem Team USA die Bronzemedaille, wozu er in zehn Turniereinsätzen vier Scorerpunkte beisteuerte. Drei Jahre später folgte eine weitere Bronzemedaille bei der Weltmeisterschaft 2018, gefolgt von einem vierten Platz im Jahr 2023.

## Erfolge und Auszeichnungen
| - 2008 Beanpot-Tournament-Sieger mit der Boston University - 2009 Lamoriello-Trophy-Gewinn mit der Boston University - 2009 NCAA Division-I-Championship mit der Boston University - 2009 NCAA Championship All-Tournament Team | - 2016 Stanley-Cup-Gewinn mit den Pittsburgh Penguins - 2017 Stanley-Cup-Gewinn mit den Pittsburgh Penguins - 2025 Slowenischer Meister mit dem HK Olimpija Ljubljana |

### International
- 2015 Bronzemedaille bei der Weltmeisterschaft
- 2018 Bronzemedaille bei der Weltmeisterschaft

## Karrierestatistik

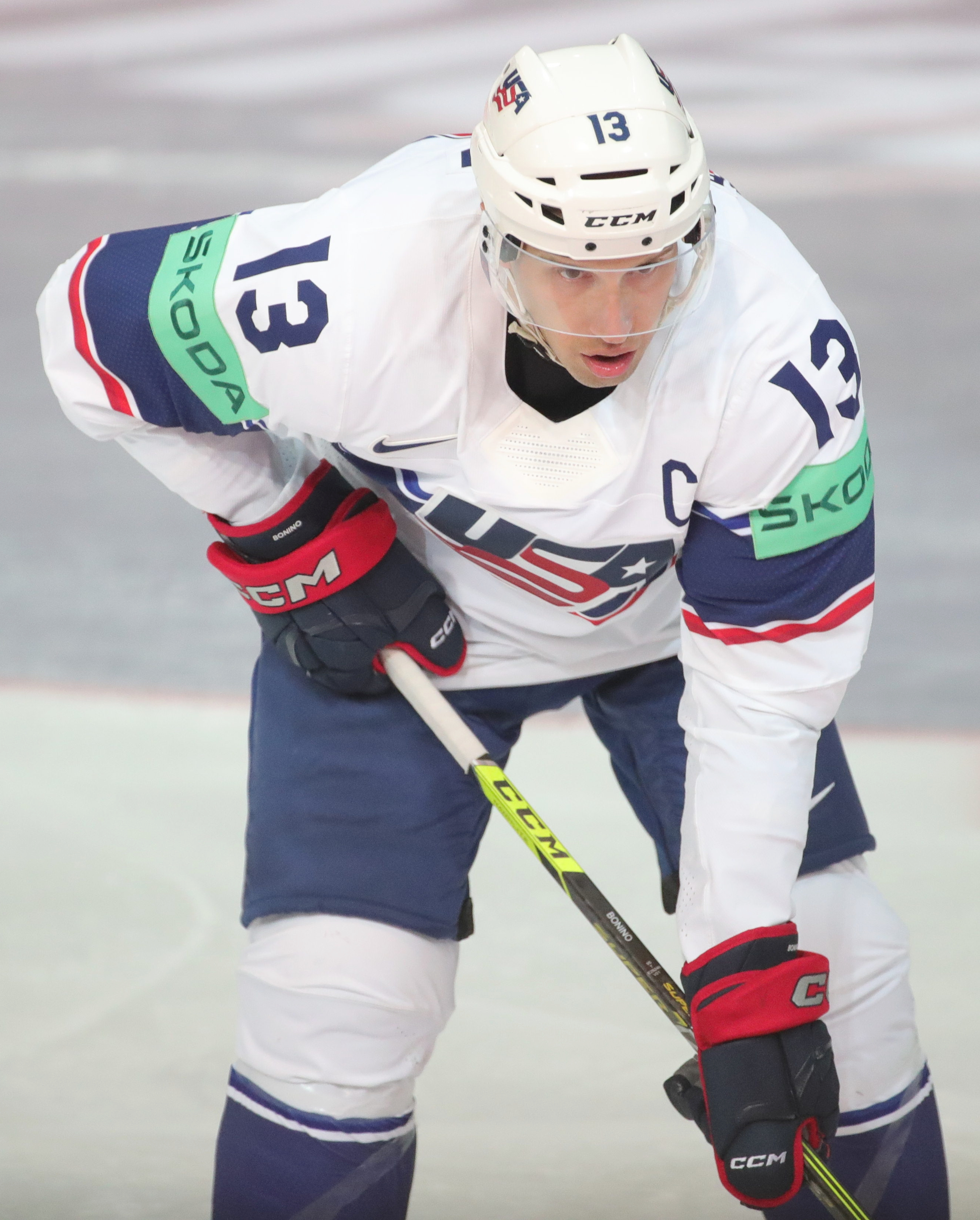
Bonino im Trikot der US-amerikanischen Nationalmannschaft (2023)

### International
Vertrat die USA bei:
- Weltmeisterschaft 2015
- Weltmeisterschaft 2018
- Weltmeisterschaft 2023

(Legende zur Spielerstatistik: Sp oder GP = absolvierte Spiele; T oder G = erzielte Tore; V oder A = erzielte Assists; Pkt oder Pts = erzielte Scorerpunkte; SM oder PIM = erhaltene Strafminuten; +/− = Plus/Minus-Bilanz; PP = erzielte Überzahltore; SH = erzielte Unterzahltore; GW = erzielte Siegtore; 1 Play-downs/Relegation; Kursiv: Statistik nicht vollständig)